# Oldklumpen
Oldklumpen est une montagne des Alpes scandinaves située près des localités de Frankrike et Rönnöfors, en Offerdal, dans le Jämtland en Suède.

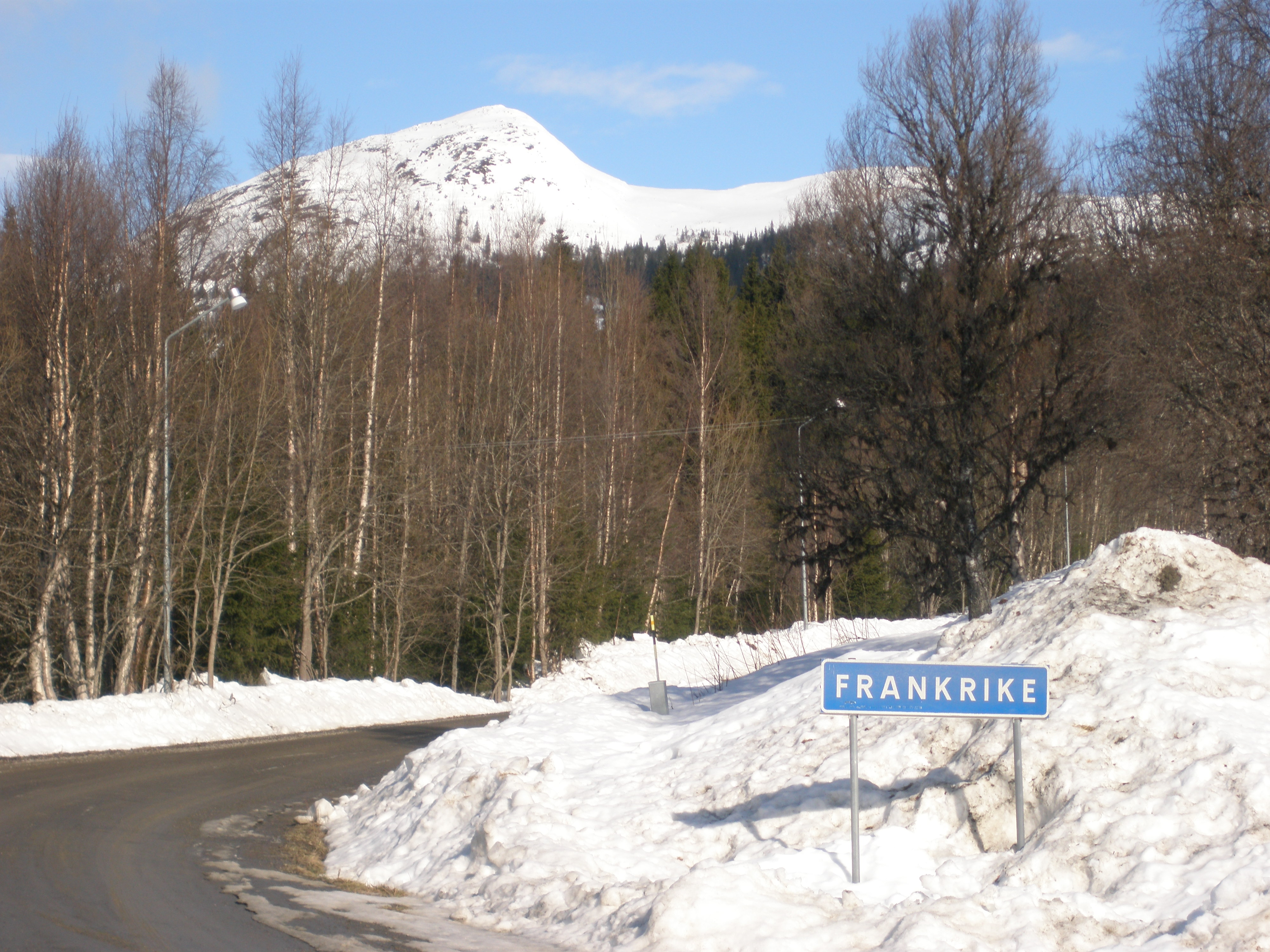
Oldklumpen est située près de Frankrike (littéralement « La France »)